# 1472-й гвардейский мотострелковый полк
1472-й гвардейский мотострелковый полк (1472 мсп) — тактическое формирование Сухопутных войск Российской Федерации.

## История
Полк создан в ходе мобилизации в России осенью 2022 года из жителей Хабаровского края. Материальную поддержку военнослужащим оказывали власти Хабаровского края.
В мае 2024 года полк действовал в направлении Водяного Волновахского района Донецкой области.
14 июня 2024 года Указом президента Российской Федерации полку присвоено почётное наименование «гвардейский» за массовый героизм и отвагу, стойкость и мужество проявленные личным составом полка в боевых действиях по защите Отечества и государственных интересов в условиях вооружённых конфликтов.
В марте 2025 года военнослужащие полка попали в плен в Курской области. 